# Allan Broman
Adolf Allan Verner Broman, född 16 april 1861 i Ulricehamn, död den 27 februari 1947 i Nordirland, var en svensk gymnast och sjukgymnast.
Allan Broman var son till kamrerare Anders Holger Broman. Han var elev vid Ladugårdslands elementarskola 1871–1875 och Stockholms gymnasium 1875–1880. Han åtföljde 1880 Stockholms gymnastikförening till Storbritannien och Belgien och företog en resa till Frankrike, Tyskland och Schweiz sommaren 1881. Från 1880 innehade Broman en tjänst som kontorsskrivare vid postverket, tullverket och uppbördsverket och var 1880–1881 anställd vid Svenska Familj-Journalen. Åren 1880–1881 var han rörelsegivare vid Gymnastiska centralinstitutet och 1881–1883 elev där. Efter sin utexaminering var han assistent vid Henrik Kellgrens gymnastiska institut i London 1883–1888. Från 1888 innehade han ett eget gymnastikinstitut och var 1888–1892 "organising master of physical exercises" vid Londons folkskolor. År 1903 införde Broman svensk gymnastik vid brittiska flottan. Han byggde även ett gymnastiskt centralinstitut i London som officiellt öppnades 1911 men 1916–1919 togs i anspråk för The Swedish War hospital och därefter inköptes av Londons stadsfullmäktige 1920. 
Broman var även vice ordförande i svenska sjukgymnastiksällskapet Ling från dess stiftande 1905 och från 1919 dess ordförande. Han blev riddare av Vasaorden 1904, erhöll riksidrottsförbundets förtjänsttecken 1919, blev riddare av Nordstjärneorden 1919 och tilldelades Brittiska imperieorden 1920.